# Jacobo I de Escocia
Jacobo I de Escocia (Dunfermline, 25 de julio de 1394 - Perth, 21 de febrero de 1437) fue rey de Escocia entre 1406 y 1437. Hijo de Roberto III, mejoró el prestigio de la monarquía escocesa pero fue asesinado en un golpe violento. 

## Edad juvenil
Nació en 1394 en Dunfermline, hijo de Roberto III y Anabella Drummond. Tuvo una infancia agitada. Su madre murió en el otoño de 1401. En marzo de 1402 su hermano mayor, David, murió de hambre en la prisión de Falkland en Fife. Antes de la muerte de su padre (Roberto III), en 1406, Jacobo fue enviado a Francia por su seguridad.

## Encarcelamiento y matrimonio
En el camino, los ingleses lo capturaron y fue llevado ante Enrique IV de Inglaterra quien lo hizo prisionero y pidió un rescate. Roberto III se dijo que había muerto desde la captura de su hijo Jacobo. Su tío, Roberto Estuardo, duque de Albany, quien llega a ser Regente tras la muerte de Roberto III, no se apuró en pagar aquel rescate. Roberto aseguró la liberación de su hijo Murdoch, quien fue capturado al mismo tiempo que Jacobo, pero no la de Jacobo. Así por los siguientes 18 años, Jacobo fue prisionero y educado en el castillo de Windsor y en varios poblados cerca de Londres.
Después de la muerte de su tío en 1420, el rescate de £40,000 fue finalmente pagado, y en 1424 Jacobo regresó a Escocia para encontrar un país en caos. Se llevó a su esposa con él -él se había enamorado de Juana Beaufort mientras era prisionero-. Se casó con ella en Londres el 2 de febrero de 1423. Ellos tuvieron 8 niños:
- Margarita Estuardo (Navidad de 1425 - 1445), esposa de Luis XI de Francia.
- Jacobo Estuardo (1430 - 1460).
- Alejandro Estuardo (1430 - ¿?), Duque de Rothesay. Gemelo de Jacobo.
- Isabel Estuardo (¿? - 1499), esposa de Francisco I de Bretaña (¿? - 1450).
- Leonor Estuardo (¿? - 1480), esposa del Príncipe Segismundo de Austria, Conde del Tirol y Duque de "Austria Anterior".
- Marie
- Jeanne
- Anabella

Durante su cautiverio el Rey escribió The Kingis Quair / Libro del rey. Está compuesto de doscientas estancias de siete versos cada una que integran seis cantos y cuya romántica musa fue la reina consorte y regente de Escocia lady Juana Beaufort (1404-1445). El poema describe sus amores en el castillo de Windsor revelando una fantasía de poeta por sus visiones líricas e imágenes. Jacobo también fue músico y a él se le debe un tono musical desconocido hasta entonces (1446).

## Reinado
Jacobo fue formalmente coronado Rey de Escocia en la abadía de Scone, el 2 (o 21) de mayo de 1424. Inmediatamente tomó fuertes acciones para regenerar la autoridad y el control. Una de tales acciones fue la ejecución de la familia Albany, quien se había opuesto a sus acciones. La ejecución de Murdoch, y dos de sus hijos tomaron lugar el 24 de mayo de 1425, en el castillo Hill, Stirling.
Reinó con mano dura sobre su país y logró numerosas reformas financieras y legales. Por ejemplo, para el propósito de comercio con otras naciones, el comercio extranjero podía ser llevado a cabo dentro de las fronteras de Escocia. También intentó remodelar el Parlamento Escocés siguiendo las líneas Inglesas; sin embargo, en la política exterior, renovó la Alianza Auld, una alianza francesa-escocesa (y por lo tanto anti-inglesa), en 1428.
Jacobo construyó un nuevo palacio en Linlithgow desde 1428 hasta 1434, escogiendo evitar las defensas tradicionales de una residencia real, como señal de su confianza y orgullo. El rey también compró unos cañones primitivos de los Países Bajos. Jacobo apoyó a la Orden de San Benito y también la de los Cartujos, ofreciendo fondos para un monasterio cartujano en Perth.
Sus acciones en todas partes de su reinado, aunque eficaz, molestaron a muchas personas. Durante los años posteriores de su reinado, sus opositores trabajaron para derrocarlo. En agosto de 1436 Jacobo dirigió un asedio del Castillo de Roxburgo, pero no pudo tomarlo. Fue asesinado en Perth, el 21 de febrero de 1437, en el marco de una conspiración nobiliaria encabezada por su tío Walter Estuardo, conde de Atholl, que fue ejecutado por su participación.
| Predecesor: Roberto III | Rey de Escocia 1406 - 1437 | Sucesor: Jacobo II |